# Paul Pelliot
Paul Pelliot (nom chinois : Bo Xihe 伯希和), né le 28 mai 1878 à Paris 4e et mort le 26 octobre 1945 à Paris 13e, est un philologue, linguiste français, sinologue et tibétologue, archéologue, historien, explorateur et spécialiste des manuscrits de Dunhuang.
Hyperpolyglotte, il parlait 13 langues orientales, à commencer entre autres par le chinois mandarin et cantonais, le turc, le russe, le mongol, l'hébreu, l'ouzbek, le pachto ou le tagalog mais aussi le sanscrit, et encore plus rares le ouïghour, le sogdien ou encore le tokharien, .
Il fut l'élève de l'indianiste Sylvain Lévi et de l'archéologue Édouard Chavannes. Paul Pelliot fut membre de l'Ecole française d'Extrême-Orient de 1899 à 1911 où il développa la branche sinologue de l'Ecole. Une Chaire de langues, histoire et archéologie de l'Asie Centrale au Collège de France fut créée à son intention en 1911 alors qu'il n'avait que 33 ans.

## Biographie

### Jeunesse
Il est élevé avec ses frères et sœurs à Saint-Mandé dans l'hôtel particulier de sa grand-mère Augustine Renault (1825-1909) née Ducoudré épouse de Louis Pierre Renault (1813-1872) (rue du même nom, près du bois de Vincennes). Les parents de Paul Pelliot ont le souci de donner une excellente éducation à leurs enfants. Paul Pelliot comme ses deux frères fait ses études au collège Massillon, dont les élèves allaient ensuite au lycée Charlemagne. Il fit cependant sa troisième et sa seconde au collège Stanislas. Dès son enfance, Paul Pelliot se fait remarquer par sa mémoire et son intelligence. Il devint bachelier ès lettres.
Paul Pelliot est diplômé de l'École libre des sciences politiques et de l'École des Langues orientales vivantes en 1897.
En 1897, Pelliot étudie le sanscrit à l’École pratique des hautes études, IVe section. La même année, il est licencié en anglais puis diplômé de l’École des Sciences politiques.
En 1898, Paul Pelliot est diplômé de chinois de l’École des Langues orientales vivantes et licencié es lettres de la faculté de lettres de Paris. Il suit également les cours au Collège de France.

### En Asie
En 1899, après avoir achevé son service militaire au Mans, Paul Pelliot devient pensionnaire puis membre de la mission archéologique en Indochine qui deviendra officiellement en 1900, l'École française d'Extrême-Orient, dont le siège tout d'abord à Saïgon sera ensuite situé à Hanoï. Une des missions de fond qu'il se donne lui-même est de rassembler les textes fondamentaux, les plus anciens de l'histoire de l'Indochine. Il effectue pour le compte de cette institution plusieurs missions, notamment en Chine et en Asie centrale .
À 21 ans, toujours en 1899, Pelliot est envoyé à Pékin par l'EFEO afin d'y récupérer des manuscrits. Il s'y trouve lors de la révolte des Boxers, et il fait partie des Occidentaux assiégés dans la ville pendant les 55 jours de Pékin de l'été 1900. Il participe activement et héroïquement à la défense des Légations ce pour quoi il sera décoré de la Légion d'honneur. Les manuscrits ramenés constitueront le noyau du fonds chinois de la Bibliothèque nationale de Paris
En 1902, Paul Pelliot transcrit un texte de Tcheou Ta-kouan appelé aussi Zhou Daguan (1266-1346) diplomate chinois, connu comme étant le "visiteur chinois d'Angkor" sur son récit clé "Mémoire sur les coutumes du Cambodge" paru dans le Bulletin de l'EFEO de 1902 dans l'article pp123–177 avec la préface qu'il a rédigée . Ce document est précieux car considéré comme le plus ancien manuscrit ayant trait au royaume, "Mémoires sur les coutumes du Cambodge", de Tcheou Ta-kouan ayant séjourné à Angkor tout à la fin du XIIIe siècle, constitue un témoignage unique de la vie quotidienne des Khmers à cette époque. Jusque-là, seules les stances gravées sur certaines stèles ainsi que l’interprétation de bas-reliefs laissaient entrevoir ce que pouvait être la vie des Khmers du temps de la splendeur d'Angkor.
Paul Pelliot fut chargé, en 1905, par l’École française d'Extrême-Orient d'une mission d'archéologie au Turkestan oriental. Il mena de front le relevé topographique et orographique de la région, mais également l’observation de la faune et de la flore de cet environnement, et enfin l’exploration des sites archéologiques. Par la suite, Pelliot envoya en France des fragments de manuscrits bouddhiques, qui ont fait l’objet de publications par l’indianiste Sylvain Lévi.
La plus fameuse de ces missions est celle de 1906 à 1908 dans le Turkestan chinois : parti en train de Paris le 17 juin 1906 pour Saint-Pétersbourg avec deux compagnons de voyage, le docteur Louis Vaillant  et le photographe Charles Nouette . Pelliot retrouve fin juillet 1906, suivant les ordres militaires, à Boukhara, le colonel finlandais Gustaf Mannerheim, officier de l'armée impériale russe, en mission d'espionnage pour le Tsar Nicolas II, lequel avait des visées territoriales sur l'ouest chinois,. Associés pendant trois mois, leur route se sépare fin octobre 1906 à Kashgar.

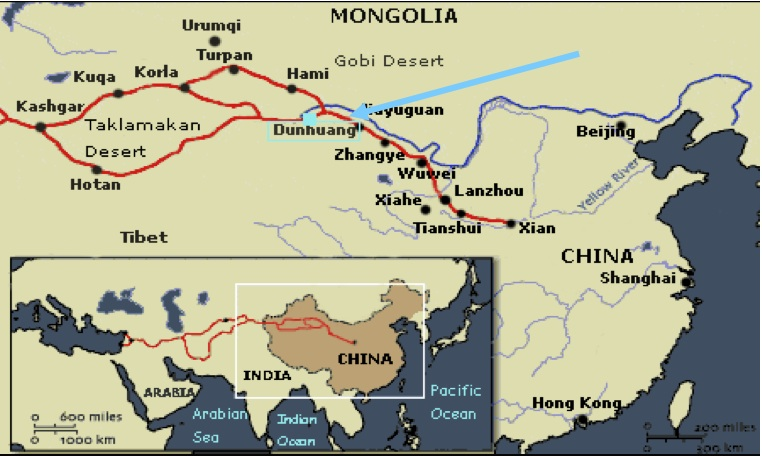
Carte de la mission Pelliot

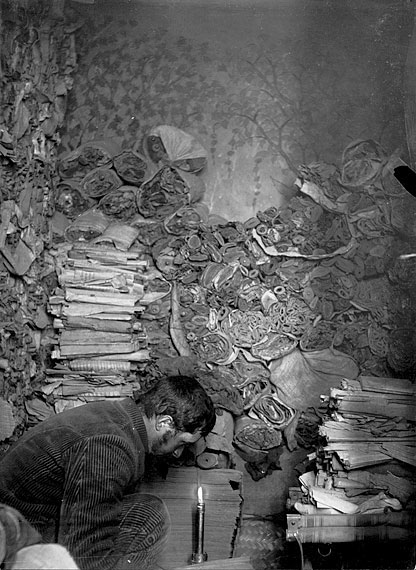
Pelliot examinant des manuscrits dans les grottes de Mogao, 1908, Musée Guimet.

### Expédition à Dunhuang dans les grottes Mogao
Durant son séjour dans les grottes Mogao , dans la province du Gansu près de Dunhuang en mars 1908, il achète pour 500 tael (20 kg d'argent, soit environ l'équivalent de 10 000€ de 2020) à un ermite taoïste, Wang Yuanlu, dit l'« abbé Wang », une partie des Manuscrits de Dunhuang que celui-ci avait découverts dans les grottes de Mogao et n'avait pas vendus à l'orientaliste anglais Aurel Stein. Ses talents de linguiste lui permirent de sélectionner les manuscrits les plus intéressants : plusieurs milliers de manuscrits antérieurs au XIe siècle ; un ensemble de 3000 feuilles d'estampage d'inscription lapidaire et une collection de livres chinois de plus de 2000 titres (plus de 30 000 fascicules). Parmi ces textes, on trouve le Wang ocheonchukguk jeon récit de voyage en Inde (723-728) du moine bouddhiste coréen Hyecho.
À partir du 3 mars 1908, Paul Pelliot passa trois semaines, accroupi dans cette cavité ouverte pour lui par le moine taoïste Wang Yuanlu, dans des conditions très inconfortables. Éclairé à la lueur d’une chandelle, Pelliot put compulser et étudier ce trésor composé de tous ces rouleaux manuscrits dans des langues variées chinois, presque autant en tibétain, mais également en diverses langues anciennes.
Pelliot rejoint Ürümqi en Chine, séjourne à Tourfan, avant de rejoindre Pékin à l'été 1909.

### Étude des manuscrits de Dunhuang (Touen-Houang)
Paul Pelliot s'installe définitivement à Paris en 1909 mais fera plusieurs voyages en Chine, Amérique et Russie.
De retour à Paris le 24 octobre 1909, il étudia ces précieux manuscrits religieux bouddhistes et profanes, rédigés en chinois, tibétain, sanscrit, koutchéen, khotanais, sogdien et ouïgour,,.
Il dépose la plupart des collections composées de rouleaux peints anciens, de vestiges archéologiques, des peintures liturgiques qu'il ramène de ses expéditions au Musée du Louvre puis au Musée Guimet.
Marcelle Lalou a catalogué la totalité de la collection de vieux manuscrits tibétains de Dunhuang de Paul Pelliot à la Bibliothèque nationale de France où ils se trouvent aujourd'hui, . Ceux-ci s'avérèrent d'une grande importance pour l'étude de l'Asie centrale de la période VIe au XIe siècle et la diffusion du bouddhisme vers la Chine par la route de la soie.
Parmi les apports des manuscrits de Dunhuang, Pelliot mit évidence l’une des collections de documents tibétains anciens les plus importantes du monde. Le Tibet, comme objet d’étude, jaillit à cette époque en France, et ces documents permettaient d'éclairer la connaissance de l'histoire et des pratiques et coutumes dans ce pays,.
En 1920, Paul Pelliot traduisit en français l’histoire du Tibet, tirée de l’ancienne Histoire des Tang en Asie Centrale par la dynastie Tang. Grâce à cette maitrise des tracés tibétains, Pelliot a fourni, en 1921, des informations de valeur sur le Tibet, et grâce à cette étude, il fut considéré comme un « tibétologue » averti dans un contexte où les écrits sur le Tibet acquièrent leurs lettres de noblesse en France, voire en Europe.
Ces apports sur le Tibet furent le sujet de son cours au Collège de France, où il occupait une chaire depuis 1911. Il y développa l’étude de la culture tibétaine commencée par MM. Manning et Rockhill ainsi que la tibétologie.

### Méthode Pelliot
Afin d'étudier la sinologie, Paul Pelliot adopte une méthode qui s'appuie sur son expertise de la bibliographie ancienne assortie de ses capacités linguistiques afin d'effectuer des recoupements entre les informations des divers écrits. A l'instar des mandarins chinois, ses deux principaux outils sont l'indexation et le commentaire, pour pouvoir obtenir l'essentiel de ces documents. Pelliot affine en permanence sa méthode par une étude approfondie des textes anciens en établissant une transcription chinoise avec des mots d'origines diverses qui ont introduit en plus du mandarin, du sanscrit, de tibétains,.

### Orientaliste en France
Une chaire de langues, histoire et archéologie de l'Asie Centrale est créée spécialement à son intention au Collège de France où Paul Pelliot y devient professeur au à partir de 1911,,.
Le Professeur Pelliot se consacre plus particulièrement à l'histoire des langues tibétaines, turques et mongoles et iraniennes. Il se passionne pour les récits de voyageurs chinois et européens qui ont traversé l'Asie ou se sont rendus en Chine, tels ceux de Marco Polo et des envoyés chrétiens chez les Mongols, de l’introduction du nestorianisme en Chine, du jésuite Matteo Ricci, ou, dans l’autre sens, des grands voyages maritimes chinois du début du XVe siècle.
Pelliot est membre de la Société asiatique dans le groupe des orientalistes. Les peintures murales qu'il avait également rapportées sont quant à elles conservées au Musée national des arts asiatiques-Guimet. En 1920, avec Marcel Granet, il fonde la bibliothèque d'études chinoises, et en 1921, tous deux fondent l'Institut des hautes études chinoises,,,.
En 1926, il participe à la création de l'Association des élèves, anciens élèves et amis de l’École des langues orientales (AÉAÉALO), en prenant part à la réunion préparatoire et à l’Assemblée Générale constitutive du 1er juillet 1927.
Il est élu membre de l'Académie des inscriptions et belles-lettres en 1921, dont il devient également vice-président,. Plus tard, après la mort de Sylvain Lévi, en 1936, Paul Pelliot devient président de la Société asiatique,.

### Retour à Pékin

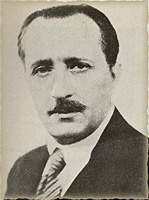
Le sinologue Paul Pelliot en 1928.

En 1918, nommé attaché militaire à Pékin grâce à l'appui de son ami Stephen Pichon, ministre des Affaires étrangères du Gouvernement Georges Clemenceau (2), il rejoint le Général Maurice Janin qui a pour mission d'aider les Armées blanches en Sibérie et en Mongolie, notamment l'Ataman Grigori Semenov, Ivan Pavlovitch Kalmikov et le baron Ungern.
Ses travaux des années 1920-1930 font toujours autorité et ses manuscrits sont en cours de numérisation dans le cadre du Projet international de Dunhuang.

## Galerie

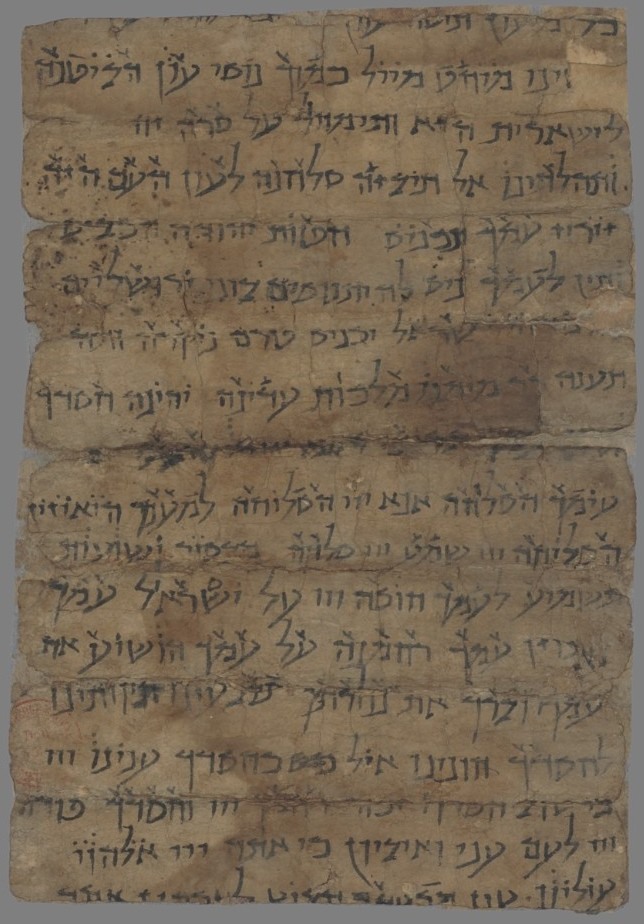
Prières juives de Seli'hoh (hébreu), Turkestan chinois, trouvées dans la grotte, IXe siècle.
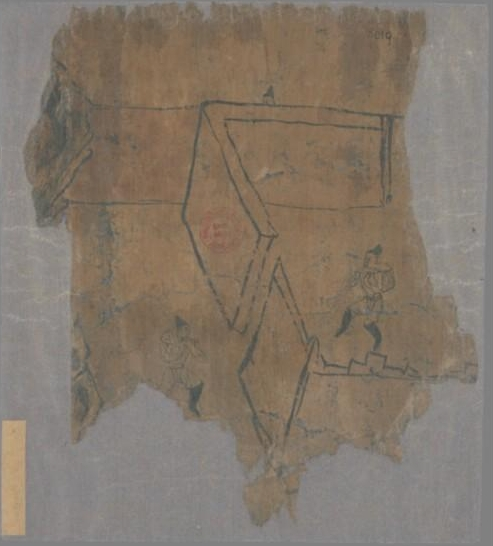
Dessin à l'encre trouvé dans une grotte de Mogao, 801-1000.
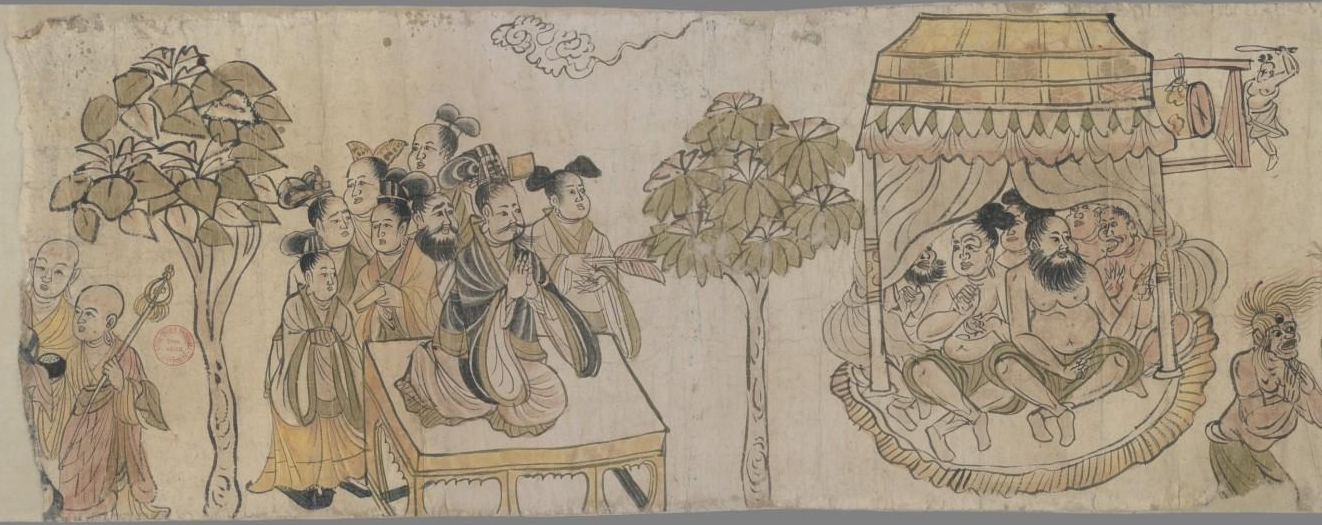
Partie du Rouleau illustré du combat magique entre Śariputra et Raudrakṣa, 801-1000.
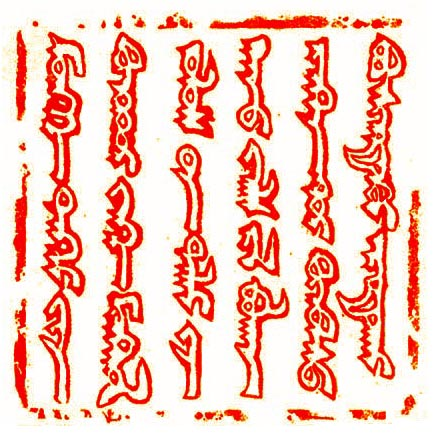
Sceau de Guyuk khan, extrait publié in Les Mongols et la papauté, Paris, 1923, pp. 22–23.
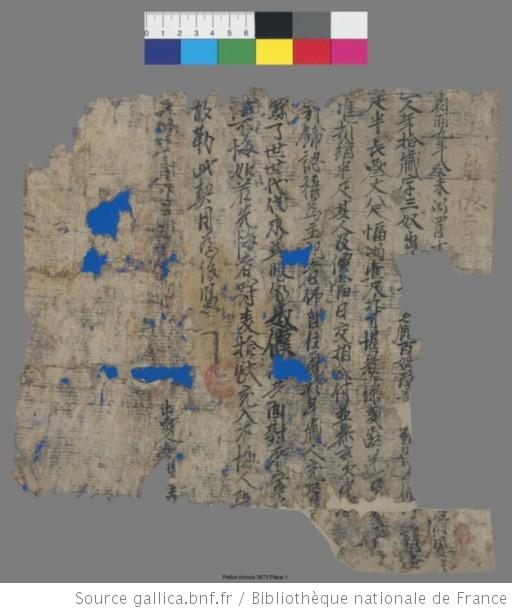
Contrat de vente d'un esclave chinois, VIIIe-IXe s.
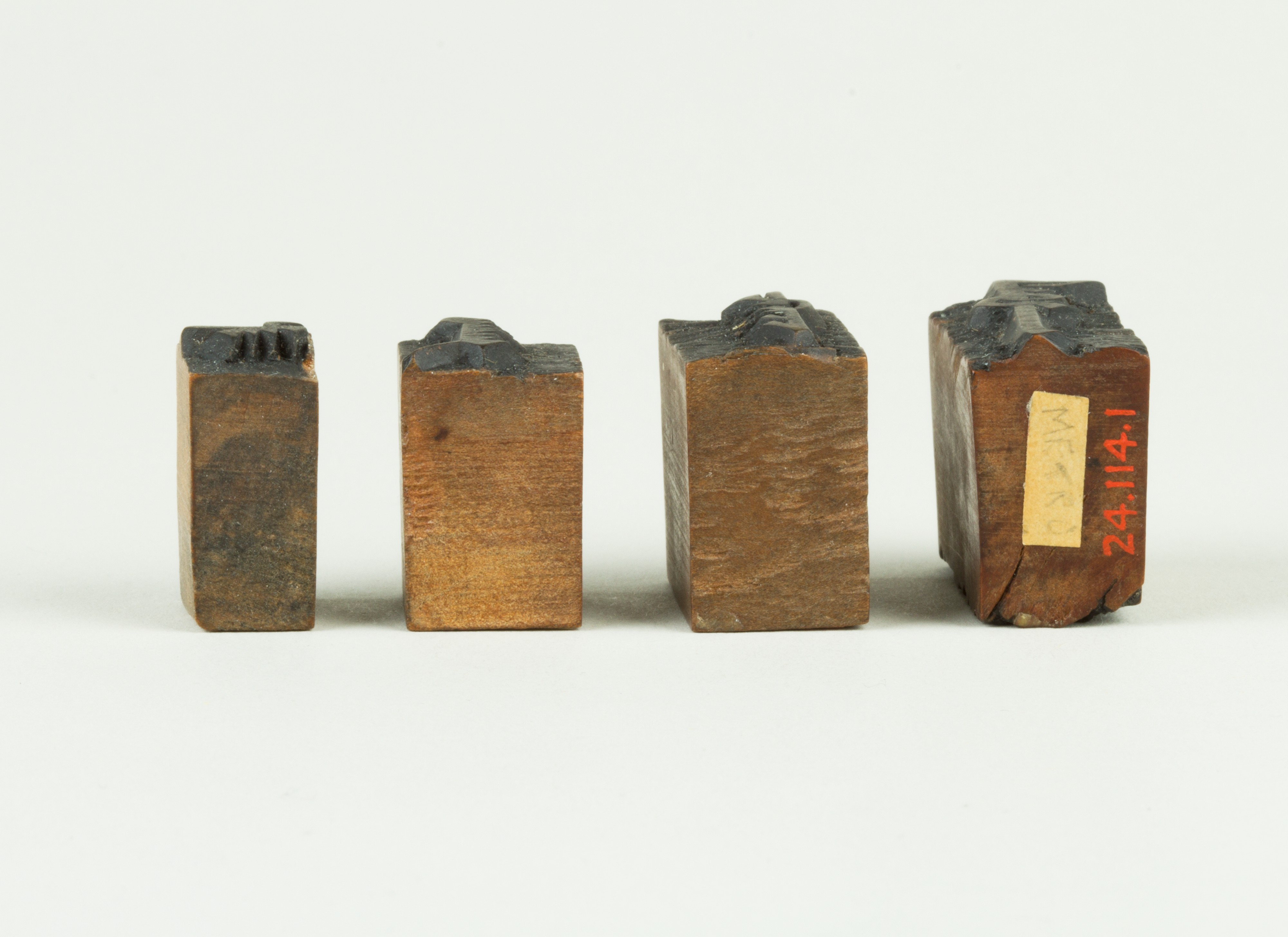
Sceaux en bois, don de Pelliot en 1924 au MET, New York, Xe s.
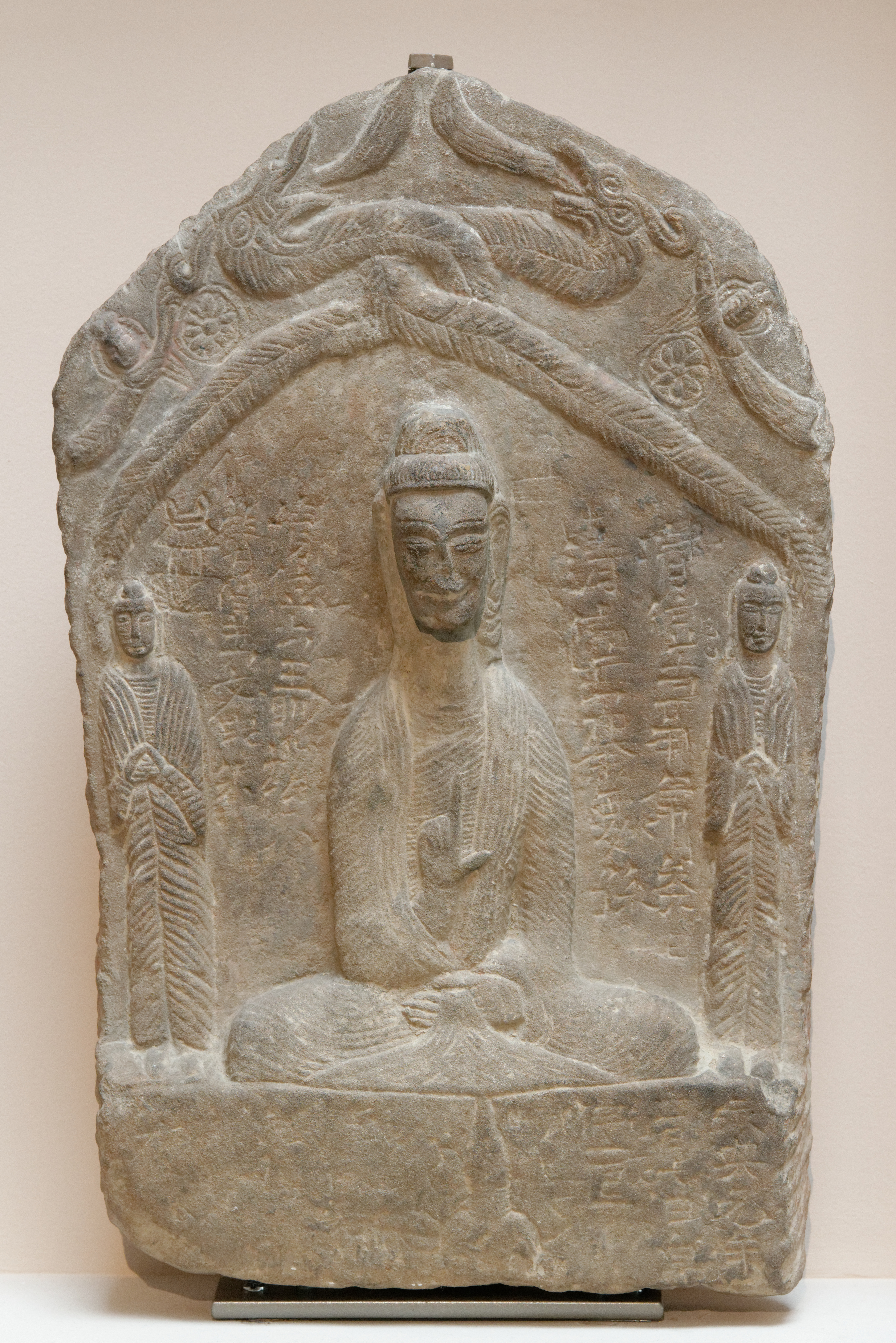
Stèle votive représentant la Pure Trinité taoïste, Chine du nord, 526-532, Musée Guimet.
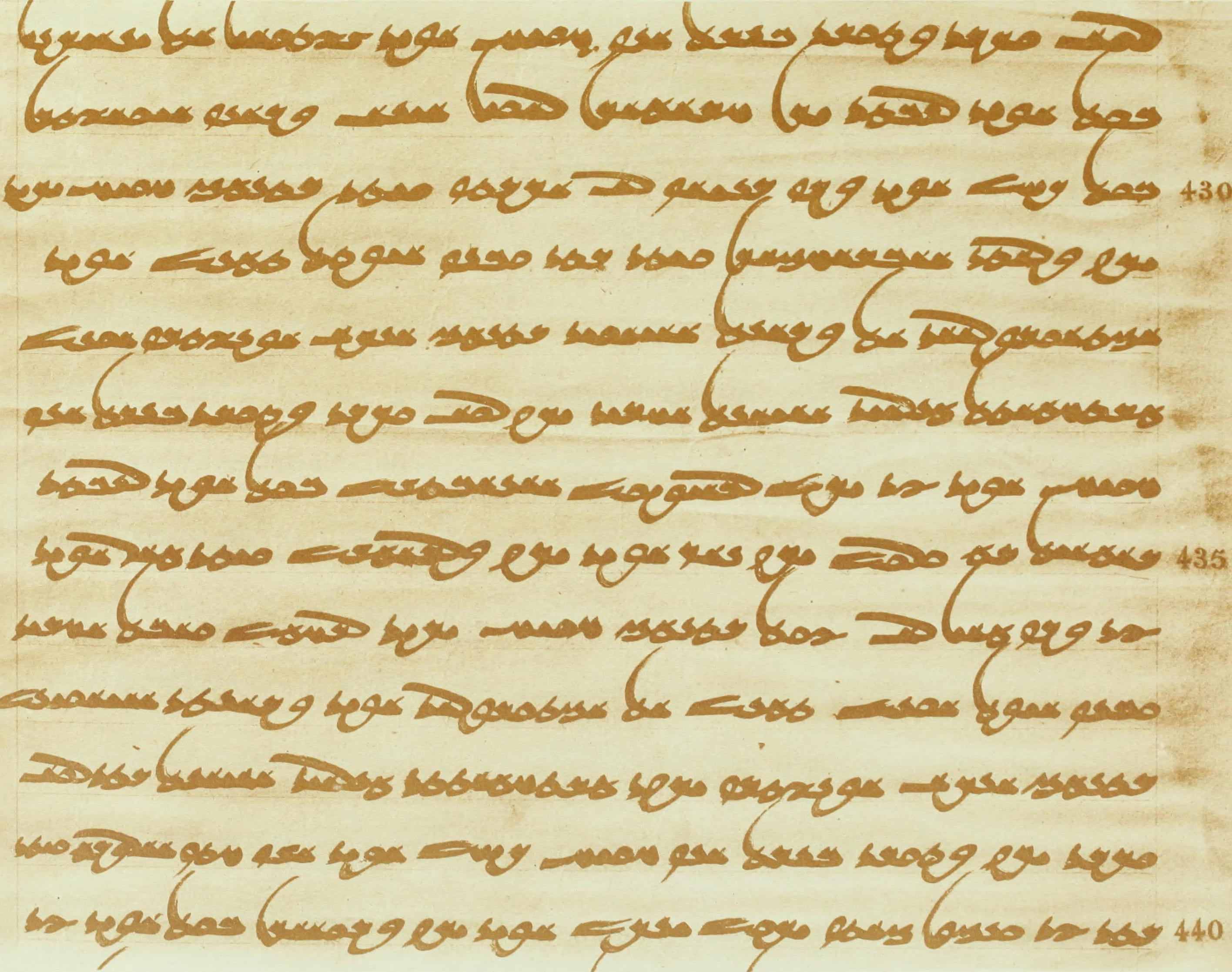
Le sütra des causes et des effets du bien et du mal dont Pelliot est l'un des auteurs, 1920.
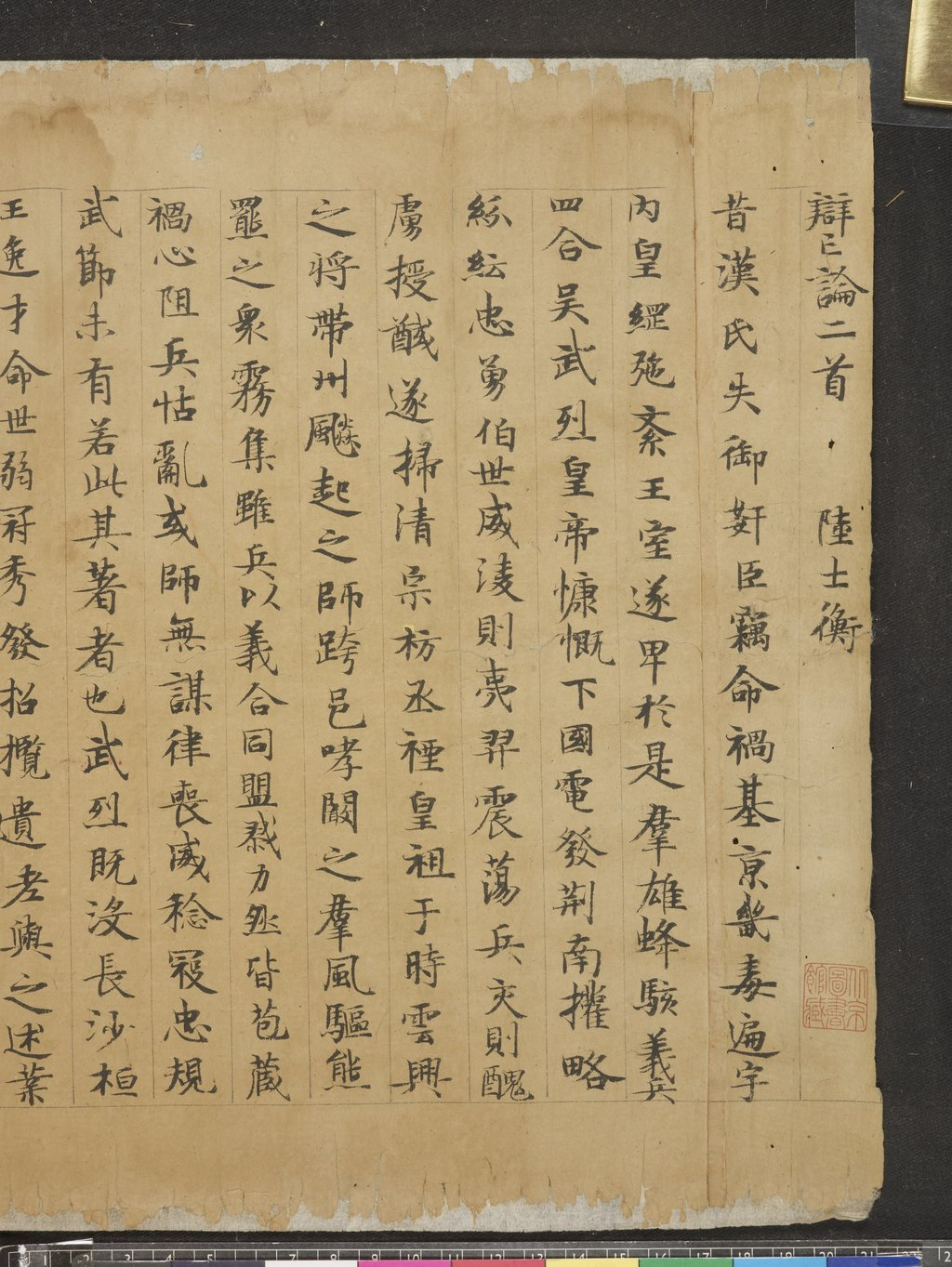
Rouleau de parchemin de la dynastie Tang, exhumé à Dunhuang, en Chine. Texte écrit à l'encre. Le rouleau contient un ouvrage intitulé De la chute des États par Lu Ji, 261-303.

## Carrière variée
En 1920, Paul Pelliot prend la codirection de la revue T'oung Pao avec Henri Cordier,,.
Entre 1927 et 1945, Paul Pelliot devient directeur d’études à l’École pratique des Hautes Études, IVe section. A la même période, il devient professeur de philologie, littérature et art chinois à l’Institut des Hautes Études chinoises de la Sorbonne.
À partir de 1930-1931, Pelliot devient professeur à l’École des Langues orientales vivantes. Il est ami avec l'historien et traducteur chinois Cheng Jun Feng (1887-1946), ce qui lui permet d'affiner ses recherches sur les grands voyageurs tels que Marco Polo, Gengis Khan, Jean de Plan Carpin, Zheng He, Xuanzang.
Paul Pelliot est également conservateur du musée d'Ennery, désormais rattaché au musée Guimet, de 1930 jusqu'en 1945.
Il est également membre de nombreuses organisations :
- Membre de la Société asiatique (Paris, président), de la Société de géographie (Paris, vice-président), de la Société des Études iraniennes (Paris) et de la Royal Asiatic Society (Londres).
- Membre du Comité du musée Guimet (Paris, président) et du Conseil supérieur des Musées (Paris).
- Membre de nombreuses académies étrangères, parmi lesquelles : 
  - de l’Académie des Sciences de Chine (Pékin),
  - de l’Académie royale des sciences, des lettres et des beaux-arts de Belgique (Bruxelles),
  - de la British Academy (Londres),
  - de l’Akademie der Wissenschaften zu Berlin (de),
  - de l’Académie norvégienne des sciences et des lettres (Oslo)
  - de l’Académie impériale des Sciences de Saint-Pétersbourg.(Russie)
- Docteur honoris causa des Universités de Cambridge et Harvard.

## Héritage de Paul Pelliot
Au sortir de la Seconde Guerre mondiale, Paul Pelliot meurt le 26 octobre 1945 à Paris 13e, 47 boulevard de l'hôpital, à l'âge de 67 ans,. Il est inhumé au cimetière parisien de Bagneux.
L’œuvre de Paul Pelliot 伯希和 (1878-1945) se compose surtout de plus de huit cents articles érudits dans des domaines très variés bien qu'il n'ait pas écrit d'ouvrages mais des articles très riches,.
Bien que les articles de Paul Pelliot datent de la première moitié du XXe siècle, ces textes demeurent pour la plupart fondamentaux pour l’histoire de la Chine, de l’Indochine, de la Mongolie et de l’Asie centrale jusqu’à l’Iran.
Durant toute la première moitié du XXe siècle, il aura été le princeps de la discipline, détenteur d'une auctoritas scientifique : celui qui parle et qu'on écoute en premier. Bien après sa mort, Pelliot est toujours la référence à consulter en procédant à des recherches.
Paul Pelliot a su construire au fil des décennies une légitimité indiscutable en devenant un père pour des disciplines variées, un référent parfois autoritaire mais si souvent juste.
Scientifique aux multiples facettes, Pelliot a marqué de nombreuses disciplines, parmi lesquelles on trouve la philologie, la linguistique, l'histoire, l'histoire des religions l'histoire de l'art, l'archéologie, la philologie, la géographie.

## Vie personnelle
Le 20 octobre 1918, Paul Pelliot épouse Marianne Skoupenska-Karvoskij en l'église de l'Intercession de la Sainte Vierge, à Vladivostok en Russie mariage transcrit à la mairie du 14e arrondissement de Paris le 13 août 1919.
Marjanna Skupieńska-Karwowska est née le 19 mai 1895 à Gdów aujourd'hui en Pologne mais à cette époque en Autriche-Hongrie.

## Distinctions
- Commandeur de la Légion d'honneur (1938)
- Chevalier de l’Ordre de Sainte-Anne (Russie).

## Travaux et publications
- Catalogue des manuscrits chinois de Touen-Houang
- Trois Ans dans la haute Asie 1910. Trois Ans dans la haute Asie : vol.1
- Pelliot (avec Édouard Chavannes), "Un traité manichéen retrouvé en Chine", JA 1911, p. 499-617; 1913, p. 99-199, 261-392.
- Les influences iraniennes en Asie centrale et en Extrême-Orient, Revue d'Histoire et de Littérature Religieuses, N.S. 3, 1912, p. 97-119.
- "Mo-ni et manichéens," JA 1914, p. 461-70.
- "Le 'Cha-tcheou-tou-fou-t'ou-king' et la colonie sogdienne de la région du Lob Nor", JA 1916, p. 111-23.
- "Le sûtra des causes et des effets du bien et du mal". Édité‚ et traduit d'après les textes sogdien, chinois et tibétain par Robert Gauthiot et Paul Pelliot, 2 vols (avec la collaboration de E. Benveniste), Paris, 1920.
- Les grottes de Touen-Houang 1920. Les grottes de Touen-Houang : vol.1 Les grottes de Touen-Houang : vol.2 Les grottes de Touen-Houang : vol.3 Les grottes de Touen-Houang : vol.4 Les grottes de Touen-Houang : vol.5 Les grottes de Touen-Houang : vol.6
- Bulletin Archéologique du Musée Guimet. Fascicule II. Asie Centrale et Tibet. Missions Pelliot et Bacot (Documents exposés au Musée Guimet), Librairie Nationale d'Art et d'Histoire G. Van Oest & Cie, Éditeurs, Paris et Bruxelles, 1921
- "Les Mongols et la Papauté. Documents nouveaux édités, traduits et commentés par M. Paul Pelliot" avec la collaboration de MM. Borghezio, Masse‚ and Tisserant, Revue de l'Orient chrétien, 3e sér. 3 (23), 1922/23, p. 3-30.
- "Les traditions manichéennes au Foukien," Toung pao, 22, 1923, p. 193-208.
- "Neuf notes sur des questions d'Asie Centrale," T'oung Pao, 24, 1929, p. 201-265.

## Œuvres posthumes
- Notes sur Marco Polo, ed. L. Hambis, 3 vols., Paris 1959-63.
- Recherches sur les chrétiens d'Asie centrale et d'Extrême-Orient - I, Paris, 1973.
- Chrétiens d'Asie centrale et d'Extrême-Orient, T'oung Pao, vol. XV, 1914.
- Michel Boim, jésuite polonais dans la Chine du XVIIe siècle
- Hamilton, James Russell, "Manuscrits ouïgours du IXe – Xe siècle de Touen-Houang", Paris, 1986 (en ligne sur Gallica)
- L'inscription nestorienne de Si-ngan-fou, ed. avec suppléments par Antonino Forte, Kyoto et Paris, 1996.
- Les débuts de l'imprimerie en Chine
- Histoire secrète des Mongols
- Zhou Daguan et Paul Pelliot, Mémoires sur les coutumes du Cambodge de Tcheou Ta-Kouan, vol. 3, Adrien Maisonneuve, coll. « Œuvres posthumes », 1er mars 2003, 71-03 éd. (1re éd. 1951), 178 p. (ISBN 978-2-7200-1107-8, présentation en ligne) : récit de Zhou Daguan, suivie d'un commentaire inachevé de Paul Pelliot
- Carnets de route : 1906-1908 (transcriptions du manuscrit original : Esclarmonde Monteil, Huei-Chung Tsao et Ingrid Guesquière ; révision et avertissement de Francis Macouin ; coordination par Jérôme Ghesquière), les Indes Savantes, 2008, 479 p., 29 cm. (ISBN 978-2-84654-185-5)